# 堤岸

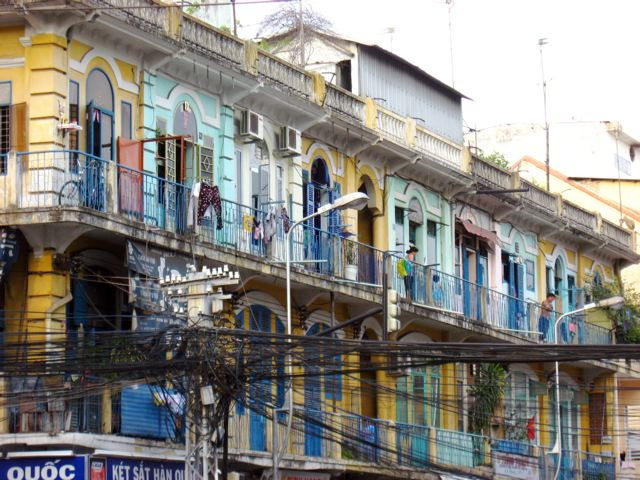
堤岸街头的中葡式风格店屋

堤岸（越南语：／，意為“大市場”）是越南胡志明市的一個地區名稱，位於西貢河西岸，因此又简称为西堤，地界范围涵盖胡志明市第五郡的西部和第六郡部分區域。此地因為是越南規模最大的華人聚居地和著名觀光景點而聞名，胡志明市的數十萬華人中大多都集中住在堤岸地區，並有「小香港」的別稱，每日出入人潮達數十萬之多。此區內分布著數座中國式樓房、商店、寺廟和學校，歷史達100多年的新街市是當地數座市場中最大的一個。
堤岸的越南文國語字為，其對應的越南文喃字為。其中意為“市場”，意為“大”，即原文意為“大市場”。“堤岸”是在越華人為其另起的中文名稱。在越南聚居的華人當中，以廣府人為主，潮州人居次，而客家人和閩南泉漳人則長期處於弱勢地位，故此堤岸城內廣東食肆成行成市，而且區內最通用的主要語言是粵語。
在堤岸地区，多条街道以中国古代圣贤命名，包括孔子街（／）、老子街（／）等。

## 歷史
1778年時，居住於今西貢東北方的邊和的鋪洲華人社群由於支援過廣南國，而受到西山朝派兵報復的緣故，必須南遷到今日堤岸的所在地避難。1782年，這些華人再度受到西山朝軍隊剿殺，而必須重建居所。因為華人在西貢河邊築起壩堤防範水患，而使他們逐漸使用「堤岸」來當成這個新居住地的名稱。
與今西貢市中心大約相距10公里的堤岸，在1879年建市，1930年時已擴展到西貢的邊緣，二者以现今的阮文渠街与阮善述街（／）为界。因此在1931年4月27日由法國殖民當局將兩者合併為「堤岸-西貢」地區，並稱「西堤」，但維持兩市分別的工部局和市長直至1934年。1951年更名为“西貢-堤岸”地区。1955年南越脫離法國獨立後在西貢建都，因此1956年正式將兩市合併，將「堤岸」從城市名稱中剔除，只稱「西貢」。
越南戰爭時期，堤岸人口一度增長到100多萬人之譜，駐越美軍司令部（MACV）、美國海軍西貢支援設施（Headquarters Support Activity Saigon）和美軍超市（Commissary）都曾設於此區，美軍將士和逃兵在堤岸的大量活動形成了熱絡的黑市交易，許多舶來品或美軍內部配給的物資從此區流入越南民間。1975年西貢陷落前的4月27日，共軍火砲曾落入堤岸的民房區，造成傷亡。
戰爭結束後越南政府推動的城鄉人口政策和排華政策一度造成堤岸地區華民的出走，直到1980年代黨中央開始改善越南華僑地位為止。近年來由於胡志明市的擴張和發展，使得堤岸部分華人搬遷到第二郡、第七郡、富美興、茹𦨭縣等新興市區。

## 著名設施
- 新街市
- 溫陵會館（堤岸觀音廟）
- 堤岸天后廟 （廣東穗城會館）
- 二府会馆
- 明鄉嘉盛會館
- 義安會館
- 玉皇殿
- 圣方济各天主堂
- 瓊府會館

## 著名居住者
- 伊馮·佩特拉（英语：Yvon Petra），出生於堤岸的法國人，於1946年贏得溫布頓男單冠軍。
- 高文園，前南越陸軍上將、三軍參謀總長[12][13]。
- 呂明光，藝名尹光，越南華裔，著名香港歌手。
- 許偉文，出生於堤岸的華裔越籍演員、歌手。
- 黃貫一，原堤岸南橋中學校長
- 郭湘萍，書法家，原堤岸南橋中學教務主任.
- 溫志達，堂吉诃德譯者，啟明書局 1937年
- 戴淮清, 堤岸華人日報記者，香港星島日報攝影記者
- 楊獨當，東京帝國大學數學博士，知用中學數學老師
- 唐錦雲，清華大學英語系畢業，知用中學英語教師
- 徐克：香港電影導演[14]
- 呂良偉：香港男演員[15]